# Ligré
Ligré – miejscowość i gmina we Francji, w Regionie Centralnym, w departamencie Indre i Loara.
Według danych na rok 1990 gminę zamieszkiwały 903 osoby, a gęstość zaludnienia wynosiła 33 osoby/km² (wśród 1842 gmin Regionu Centralnego Ligré plasuje się na 440. miejscu pod względem liczby ludności, natomiast pod względem powierzchni na miejscu 409.).